# République populaire ukrainienne
Ne doit pas être confondu avec République populaire d'Ukraine occidentale.
10 juin 1917 – 29 avril 1918
14 décembre 1918 – 18 mars 1921
Entités précédentes :
- Empire russe (1917)
- Autriche-Hongrie (1917)
- République soviétique d'Ukraine (1918)
- Hetmanat (1918)

Entités suivantes :
- République populaire ukrainienne des soviets (1917)
- République soviétique de Donetsk-Krivoï-Rog (1918)
- République soviétique d'Odessa (1918)
- Hetmanat (1918)
- République socialiste soviétique d'Ukraine (1919)

La République populaire ukrainienne (en ukrainien : Українська Народна Республіка, Oukraïns'ka Narodna Respoublika, acronyme УНР translittéré UNR) est une république qui occupait une grande partie du territoire de l'Ukraine actuelle à la suite de la révolution russe de 1917. Elle fut dirigée par Mykhaïlo Hrouchevsky, Volodymyr Vynnytchenko puis Symon Petlioura. Son nom fut adopté le 20 novembre 1917.

## Dénomination
Selon la terminologie marxiste-léniniste, seuls les États communistes comme les républiques soviétiques ou les États satellites méritent le qualificatif de « république populaire » et c'est pourquoi, dans les sources soviétiques, l'acronyme УНР ou UNR est développé en « République nationale ukrainienne » (Українська національна Республіка, Oukraïnska natsional'na respoublika) pour bien signifier qu'il s'agit d'une république non-bolchevique, donc « bourgeoise » et non « populaire ».

## La Rada centrale
En 1917, la Rada centrale (assemblée constituée à Kiev à la faveur de la révolution russe), suit l'exemple de la Douma russe et d'Alexandre Kerenski, chef du gouvernement provisoire qui proclament à Petrograd la République russe. La question de l’autodétermination des différents peuples de l'ex-Empire russe et celle de leurs frontières réciproques y sont alors débattues. Le 10 juin, la Rada proclame à Kiev l'autonomie de l'Ukraine au sein de la République russe, mais sans fixer encore le nom officiel du pays ni ses frontières. Le 7 novembre, au lendemain de la révolution d'Octobre, face au gouvernement de Lénine qui promet lui aussi l'autodétermination mais pratique un centralisme autoritaire, la Rada proclame une « République démocratique ukrainienne » dans les gouvernements d'Ekaterinoslav, Kiev, Kharkov, Kherson, Podolie, Poltavie, Tauride, Tchernigov et Volhynie, république aussitôt reconnue par la France et le Royaume-Uni, qui envoient à Kiev des émissaires. Les bolcheviks réagissent : ils déclarent hors la loi les représentants de la Rada et installent à Kharkov, ville qu'ils contrôlent, une République socialiste soviétique d'Ukraine. En réponse, le pouvoir ukrainien installé à Kiev confirme l'indépendance complète du pays. La guerre d'indépendance ukrainienne débute immédiatement, et notamment avec la bataille de Krouty en janvier 1918.
Au début de 1918, les troupes rouges de Mikhaïl Artemyevitch Mouraviov marchent sur Kiev qui, défendue par Symon Petlioura, subit douze jours de bombardement avant de tomber, le 9 février, aux mains des bolcheviks.
Réfugiée à Jitomir, confrontée à l'entente entre les austro-allemands et les bolcheviks, la Rada découvre que les seconds envisagent de laisser les premiers occuper l'Ukraine et doit dès lors composer avec les armées allemandes, ce qui entraîne le départ immédiat des représentants français et britanniques. Les Allemands occupent Kiev et la plus grande partie de l'Ukraine (opération Faustschlag soit « Coup de poing » en allemand) à partir du 18 février conformément au traité de Brest-Litovsk qui consacre l'abandon de l'Ukraine par les bolcheviks. Rentrée à Kiev, la Rada ne peut que ratifier ce traité, mais les Austro-allemands l'estiment insuffisamment docile et un coup d'État, mené par l'hetman Pavlo Skoropadsky avec le soutien des occupants, met un terme à la République populaire ukrainienne au profit d'un « État ukrainien ».

## L'Hetmanat: avril-décembre 1918

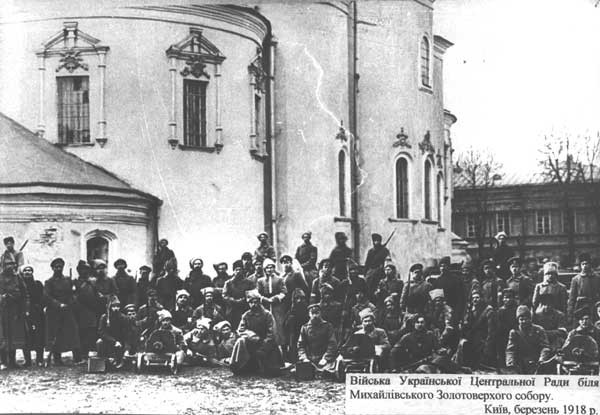
Soldats de l'Armée populaire ukrainienne devant le monastère Saint-Michel-au-Dôme-d'Or à Kiev en mars 1918.

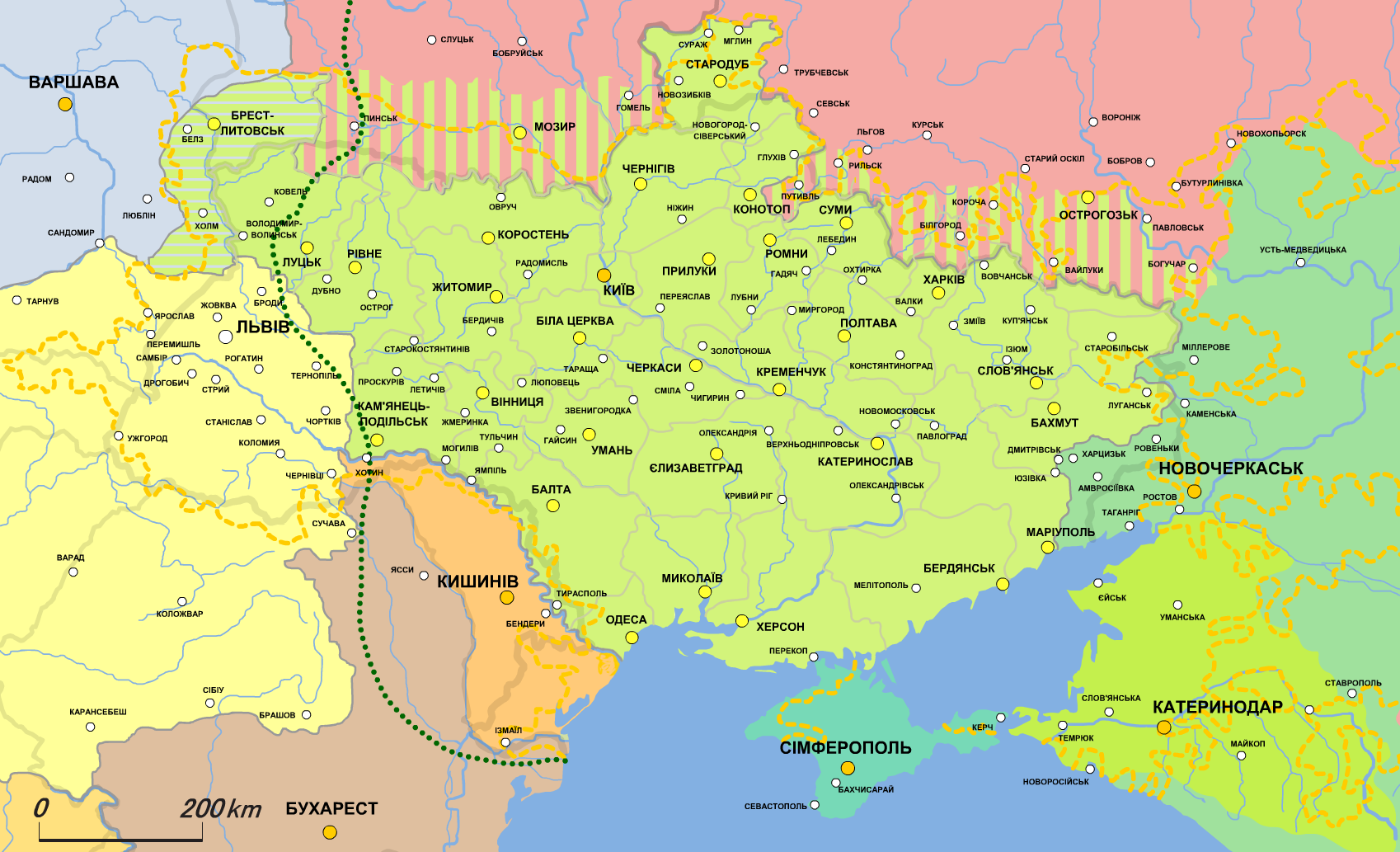
Territoire de l'Ukraine établi le 3 mars 1918 par le traité de Brest-Litovsk. Liséré vert à l'Ouest : front germano-russe en Octobre 1917. Liséré orange : limites des territoires où était alors parlée la langue ukrainienne (aussi dénommée « ruthène » ou « malorusse » à l'époque). Le traité de Brest-Litovsk implique l'abandon par l'Armée rouge des républiques soviétiques de Donetsk et d'Odessa, livrées aux Empires centraux. Au Nord, en hachuré, les zones contrôlées par la nouvelle Russie soviétique (rose). Au Sud, la Tauride (vert foncé) est contrôlée par l'Armée blanche du Gouvernement régional criméen. À l'Est, les territoires des cosaques du Don et du Kouban (vert clair), dont le bassin du Kouban revendiqué par l'Ukraine (vert-jaune). À l'Ouest, en gris-bleu la Pologne, en jaune l'Autriche-Hongrie et en orange la République démocratique moldave.

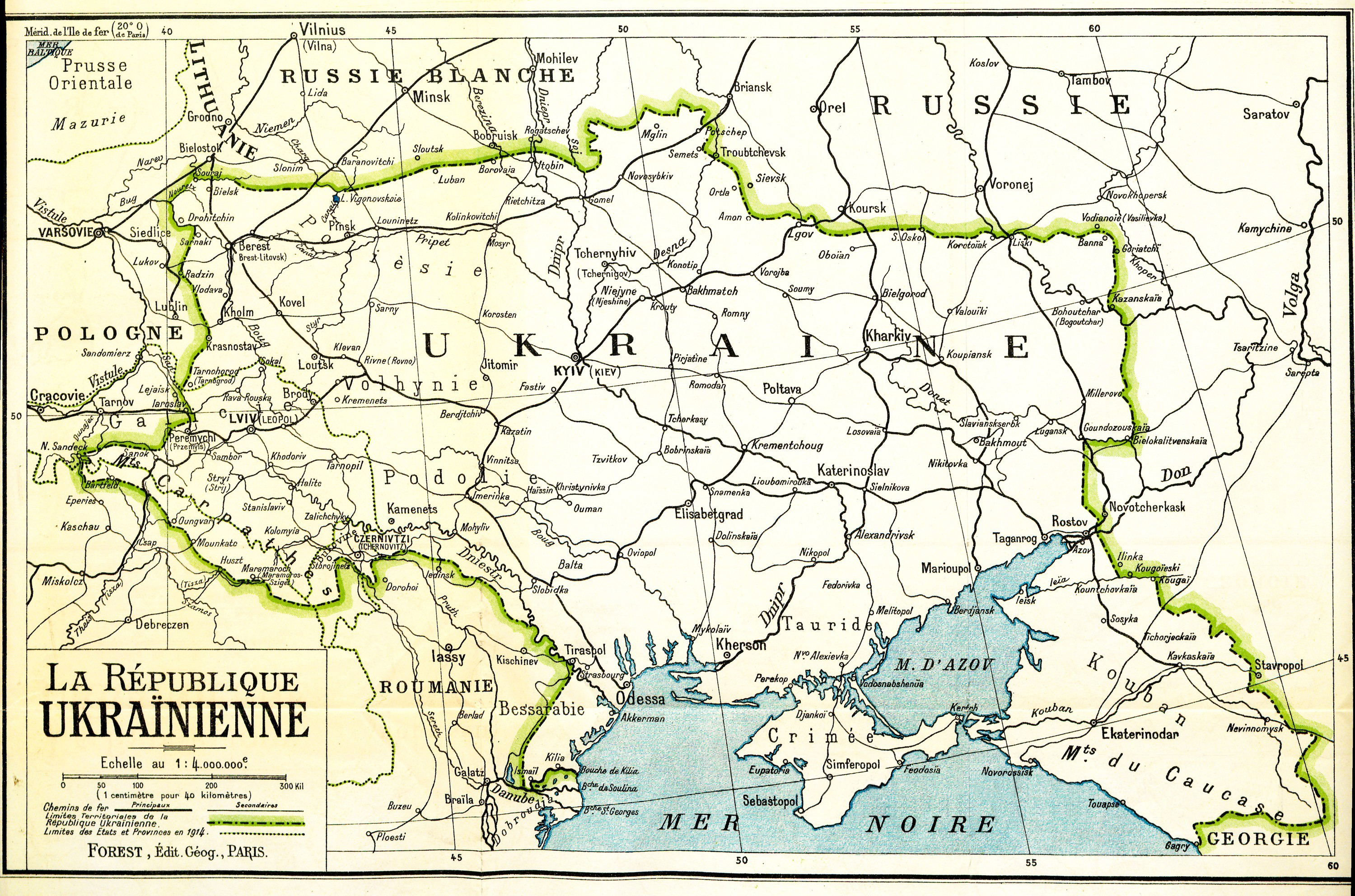
Les revendications de la délégation ukrainienne à la conférence de paix de Paris (1919).

Avec le soutien des Allemands vainqueurs sur le front de l'Est, Pavlo Skoropadsky, ancien officier de l'Empire russe, met en place un régime qui concentre les pouvoirs au sommet. En quelques mois, l'Hetmanat met en place une administration efficace, obtient la reconnaissance diplomatique de jure de la Russie soviétique, de l'Allemagne, de l'Autriche-Hongrie, des trois pays baltes, de la République démocratique moldave, de la Roumanie, de la Bulgarie, de la Turquie, de la Géorgie, de l'Azerbaïdjan et du Saint-Siège ; en outre le reconnaissent de facto la Suisse, la Suède, le Danemark et l'Iran. L'Hetmanat conclut un traité de paix avec la Russie soviétique, imprime des millions de livres en ukrainien, installe de nombreuses écoles ukrainiennes, deux universités et une Académie des sciences ukrainienne.
Ce gouvernement reçoit pourtant peu de soutien des activistes ukrainiens parce qu'il a renoncé d'une part, en ratifiant le traité de Brest-Litovsk, à trois revendications territoriales de la Rada (parties de la Bessarabie, Tauride avec la Crimée et Kouban) et d'autre part, en acceptant les exigences des Austro-Allemands qui réclament des céréales, à distribuer aux paysans les grandes propriétés de la noblesse russe ; avec l'aide des troupes allemandes, il préfère confier les terres nationalisées aux propriétaires terriens qui sont volontaires pour les mettre rapidement en valeur. Cela provoque de grandes révoltes armées populaires. Pavlo Skoropadsky tente d'obtenir le soutien d'anciens membres de la Rada, comme Symon Petlioura et Volodymyr Vynnytchenko, mais ces derniers veulent le renverser. L'Allemagne et l'Autriche-Hongrie s'affaiblissent, et Skoropadsky, isolé, doit former un nouveau cabinet de monarchistes russes et s'engager à une fédération avec une possible future Russie non-bolchévique. De leur côté, les socialistes ukrainiens proclament un nouveau gouvernement révolutionnaire, le Directoire, le 14 novembre 1918.

## Le Directoire: 1918
Avec l'affaiblissement des puissances centrales à la suite de la Première Guerre mondiale, Skoropadsky ne peut plus compter sur le soutien des Austro-Allemands. Ses opposants constituent l’Union nationale ukrainienne en août 1918. Cette union est constituée de plusieurs partis ukrainiens, dont le Parti ukrainien des socialistes révolutionnaires (UPSR) et le Parti ouvrier social-démocrate ukrainien (USDRP).
Les forces du Directoire doivent faire face aux « armées blanches » monarchistes russes, notamment l'Armée des volontaires du général Anton Dénikine, mais sont rejointes par la plupart des troupes de Skoropadsky : en décembre 1918, le Directoire renverse Skoropadsky et rétablit la République populaire ukrainienne.
Au cours de cette période, plusieurs protagonistes se disputent le territoire ukrainien : l'Armée de la République populaire ukrainienne, l'Armée rouge des bolcheviks, les armées blanches des monarchistes russes, la Triple-Entente, la Pologne et l'armée de l'anarchiste Nestor Makhno. Après la guerre soviéto-polonaise de 1920 et à la suite du traité de Riga signé en mars 1921, la Galicie et une partie de la Volhynie reviennent à la Pologne. Le reste du territoire ukrainien se retrouve incorporé à l'Union soviétique en tant que République socialiste soviétique d'Ukraine.

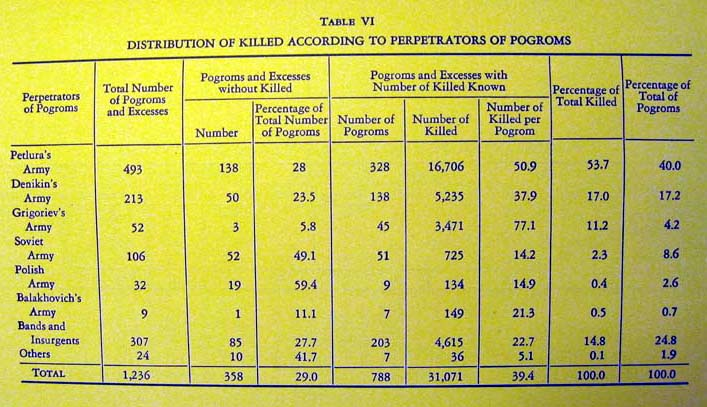
Tableau de distribution des personnes tuées par les fauteurs de pogroms entre 1918 et 1921, par Nahum Gergel.

## Pogroms
Les deux républiques populaires ukrainiennes proclamées en 1918, celle de l'ancien Empire austro-hongrois et la République populaire ukrainienne de l'ancien Empire russe, n'ont pas de politique antisémite, mais la guerre civile russe et la guerre soviéto-polonaise servent de prétexte à des pogroms extrêmement sanglants : selon Nicolas Werth, entre 1918 et 1924 on estime à 125 000 le nombre de victimes juives de pogroms en Ukraine.
La pire année fut sans conteste 1919. Les pogroms furent commis par les unités armées les plus diverses : troupes débandées russes ou allemandes vivant de pillages, Russes blancs, Armée rouge, atamans agissant pour leur propre compte, troupes de Symon Petlioura et bandes de « verts » (paysans affamés et insurgés). Il est difficile de faire la part des choses entre les motivations qui relèvent du brigandage et celles liées à l'antisémitisme, mais il est attesté que c'est pendant cette période qu'émerge, chez les ennemis des bolcheviks, le mythe du « judéo-bolchevisme » selon lequel tout Juif est un bolchevik en puissance et un « homme au couteau entre les dents » à exterminer,.

## Gouvernements ukrainiens de 1917-1920

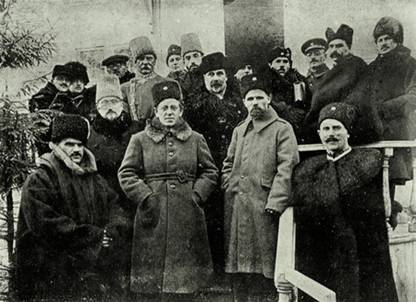
Gouvernement et commandement de l'armée de la RPU Yaltushkov, le 7 novembre 1920. De gauche à droite, 1er rang : Ivan Omelianovytch-Pavlenko, Symon Petlioura, Mikhaïlo Omelianovitch-Pavlenko, Gavrilo Bazilskyi, 2e : Andry Livytsky et Oleksandr Salikovskyi ; 3e : Yevhen Arkhipenko, ?, Oleksandr Oudovitchenko, Oleksii Galkin, Oleksandr Zagrodskyi, Pinkhas Krasnyi, Marko Bezroutchko, Andrii Doloud, Petro Lipko, Andriï Houly-Houlenko, Serhiï Timochenko.

- Comité représentatif
  - Institution - Rada centrale :
    - Mykhaïlo Hrouchevsky : 17 mars 1917 - 23 juin 1917

- Autonomie de l'Ukraine
  - Institution - Rada centrale :
    - Mykhaïlo Hrouchevsky : 23 juin 1917 - 22 janvier 1918

- Indépendance de la République populaire ukrainienne
  - Institution - Rada centrale :
    - Mykhaïlo Hrouchevsky : 22 janvier 1918 - 29 avril 1918

  - Institution - Directoire :
    - Volodymyr Vynnytchenko : 19 décembre 1918 - 11 février 1919
    - Symon Petlioura : 11 février 1919 - 12 octobre 1920

- Autres gouvernements ukrainiens :
  - Hetmanat : 29 avril 1918 - 14 décembre 1918
  - République populaire d'Ukraine occidentale : 18 octobre 1918 - 22 janvier 1919
  - Premier gouvernement soviétique ukrainien : 25 décembre 1917 - mars 1918
  - Deuxième gouvernement soviétique ukrainien : 20 novembre 1918 - août 1919
  - Troisième gouvernement soviétique ukrainien : 21 décembre 1919 - 1921

### Adaptation à l'écran
- Kruty 1918 (film)